# Геленув (гміна Воломін)
Геленув (пол. Helenów) — село в Польщі, у гміні Воломін Воломінського повіту Мазовецького воєводства.
Населення — 244 особи (2011).
У 1975-1998 роках село належало до Варшавського воєводства.

## Демографія
Демографічна структура станом на 31 березня 2011 року:
|          | Загалом | Допрацездатний вік | Працездатний вік | Постпрацездатний вік |
| -------- | ------- | ------------------ | ---------------- | -------------------- |
| Чоловіки | 114     | 21                 | 89               | 4                    |
| Жінки    | 130     | 27                 | 83               | 20                   |
| Разом    | 244     | 48                 | 172              | 24                   |